# Pücklerův dub
Pücklerův dub, či Dub Pückler a polsky Dąb Pücklera, je památný strom a jeden z největších dubů letních (Quercus robur L.) v Polsku. Roste ve vesnici Szydłowiec Śląski ve gmině Niemodlin v okrese Opole (Opolí) v Opolském vojvodství. Nachází se také na pravém břehu řeky Ścinawa Niemodlińska v mezoregionu Równina Niemodlińska a v Horním Slezsku.

## Historie a popis

### Popis stromu
Strom má výrazný vysoký kmen, který se ve výšce cca 5–6 m rozvětvuje. Podle měření z let 2013–2014 má dub obvod kmene ve výčetní výšce hodnotu 9,07 m, výška stromu je 22 m a šířka koruny stromu je 16 m. Je to také sedmý nejtlustší dub v Polsku. Stáří stromu k roku 2025 je odhadováno na 590 let. V říjnu 2017 silný vítr vážně poškodil 2/3 koruny stromu. Zdravotní stav je, i přes ztráty na kmeni a částečně odumřelou korunu, uspokojivý. Strom byl prohlášen památným 20. května 1953.

### Legenda
Podle legendy se u stromu v roce 1537 odehrál souboj rytířů - Wacława Pücklera von Groditzka, pána na Szydłowci, a Zygmunta Stochse, který svedl jeho manželku hraběnku. Rytíři oblečení v lehké zbroji se tiše postavili proti sobě a začali zuřivě bojovat na život a na smrt. Když Zygmunt padl v souboji, spáchala hraběnka sebevraždu skokem do nedaleké řeky Ścinawa Niemodlińska. Její tělo bylo nalezeno o tři dny později, přímo u dubu, kde zemřel její milenec. Existuje také další verze legendy, že dub byl zasazen na pohřebišti nevěrné manželky. To je ale nepravděpodobné, protože strom již existoval v roce, kdy k boji došlo.

### Nápis na kameni
Na památku této události byl v roce 1867 umístěn u stromu balvan tzv. Kamień Stoscha s německým nápisem: 
| „                | Hier fiel Ritter Sigmund Stosch im Zweikampf mit Ritter WENZEL PÜCKLER (Groditzki) zu Schedlau 1537. errichtet 1867 | Tu padł rycerz Zygmunt Stosch w pojedynku z rycerzem Wacławem Pücklerem Groditzkim na Szydłowcu 1537. | Zde padl rytíř Zigmund Stosch v souboji s rytířem Václawem Pücklerem Groditzkým u Szydłowce 1537. postaveno 1867 | “ |
| — Přeložil Fry72 | | | |   |

## Další informace
Strom je celoročně volně přístupný. Ve vesnici jsou také další památné stromy.